# Безновци
Безновци (словен. Beznovci, мађ. Búzahely) је насељено место у општини Пуцонци, Помурска регија, Словенија.

## Историја
До територијалне реорганизације у Словенији били су у саставу старе општине Мурска Собота.

## Становништво
У попису становништва из 2011. године, Безновци су имали 169 становника.
| Број становника према пописима | Број становника према пописима | Број становника према пописима |
| ------------------------------ | ------------------------------ | ------------------------------ |
| 1991                           | 2002                           | 2011                           |
| 184                            | 174                            | 169                            |

Напомена: Године 1952. настала спајањем насеља Нови Безновци и Стари Безновци, која су укинута.